# Dick Baarsen
Dick Baarsen (Aalsmeer, 25 juni 1932 – Sint-Lievens-Esse, 8 juli 2022) was een programmamaker bij de Evangelische Omroep.

## Biografie
Hij groeide op in zijn geboorteplaats Aalsmeer en was actief in het jeugdwerk van de plaatselijke Nederlands Hervormde Kerk. Na een grafische opleiding onderging Dick Baarsen een geestelijke opwekking onder invloed van Anne van der Bijl en Sidney Wilson en ging naar een bijbelschool in Schotland om zijn geloof te verdiepen. Daarna was hij tien jaar actief in het jeugd en kinderwerk van zijn gemeente en werkte voor zijn levensonderhoud bij een bloemenhandelaar als inpakker.
Kort na de oprichting van de EO werd Baarsen gevraagd om als programmamaker bij de omroep aan de slag te gaan. Hier werd hij de eindverantwoordelijke voor de kinderprogramma's en initieerde bijvoorbeeld de EO Kinderkrant. Hiervoor ontwierp hij zelf onder andere ook de tekenfilmfiguurtjes 'Bas en Barbara', 'Job en zijn Pa' en de marionettenserie 'Manneke en Kanneke'.
Op zijn zestigste maakte Baarsen gebruik van de VUT-regeling van de EO en ging met pensioen. Als gepensioneerde was hij actief als spreker op bijeenkomsten, conferenties en kerkdiensten van christelijke organisaties. Ook heeft hij veel vroegere programma's die hij voor de EO-Kinderkrant maakte op zijn website beschikbaar voor het publiek gemaakt.
Dick Baarsen overleed te Sint-Lievens-Esse (België) op 8 juli 2022.